# Azerbajdzjans filmhistoria

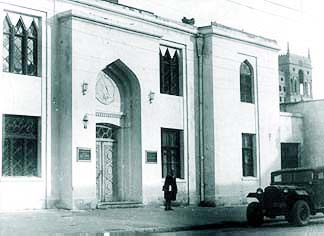
Den första filmstudion i Baku, grundad på 1920-talet. Studion var belägen bakom Regeringsbyggnaden. Byggnaden finns inte längre.

Filmindustrin i Azerbajdzjan har funnits ända sedan 1898; landet var faktiskt bland de första som kom att syssla med filmindustri. Det är inte förvånande att detta nya medium tidigt dök upp i det nya, kosmopolitiska, rika Baku vid sekelskiftet 1800-1900.
Den nationella azerbajdzjanska filmindustrin föddes 1920, när den Azerbajdzjanska Statliga Kommittén för Film etablerades på regeringens initiativ.
År 1920 startades Azerbajdzjans första filmstudio: Azerbaijanfilm (Azərbaycanfilm på azerbajdzjanska) i Baku, vars första film blev spelfilmen Jungfrutornslegenden (Qız qalası əfsanəsi på azerbajdzjanska) i 1924.
Den första ljudfilmen På stranden vid det blå havet (Mavi dənizin sahilində på azerbajdzjanska och У самого синего моря på ryska) som regisserades av Boris Barnet och producerades i samarbete mellan filmstudior i Baku och Moskva, kom 1935. Filmen är på ryska, men senare dubbad till azerbajdzjanska.
Landets första animerade film var den pedagogiska filmen Jat som kom 1938. Den första azerbajdzjanska färgfilmen Koroğlu kom 1957 och skildrar en folklegend om en azerbajdzjansk hjälte som slåss mot främmande inkräktare och är regisserad av Hüsejn Sejidzade.
Några nutida azerbajdzjanska regissörer som gjort sig kända internationellt är:
- Rüstem Ibrahimbejov (Oscarsbelönad 1994 för filmen "Burnt by the Sun")
- Djahangir Mehdijev
- Eltjin Musaoglu